# Лас Анимас, Лас Хакарандас (Енсенада)
Лас Анимас, Лас Хакарандас (шп. Las Ánimas, Las Jacarandas) насеље је у Мексику у савезној држави Доња Калифорнија у општини Енсенада. Насеље се налази на надморској висини од 101 м.

## Становништво
Према подацима из 2010. године у насељу је живело 7 становника.

### Хронологија
| Година       | 2000       | 2010 |
| ------------ | ---------- | ---- |
| Становништво | 12 (7 / 5) | 7    |

### Попис
| # | Индикатор                     | Вредност |
| - | ----------------------------- | -------- |
| 1 | Укупно домаћинстава           | 13       |
| 2 | Укупно насељених домаћинстава | 1        |
| 3 | Величина локације             | 1        |